# Plethus cilamegha
Plethus cilamegha är en nattsländeart som beskrevs av Schmid 1958. Plethus cilamegha ingår i släktet Plethus och familjen smånattsländor. Inga underarter finns listade i Catalogue of Life.